# Perchau am Sattel
Perchau am Sattel war bis Ende 2014 eine Gemeinde mit 300 Einwohnern (Stand: 1. Jänner 2016) im Gerichtsbezirk bzw. Bezirk Murau in der Steiermark.

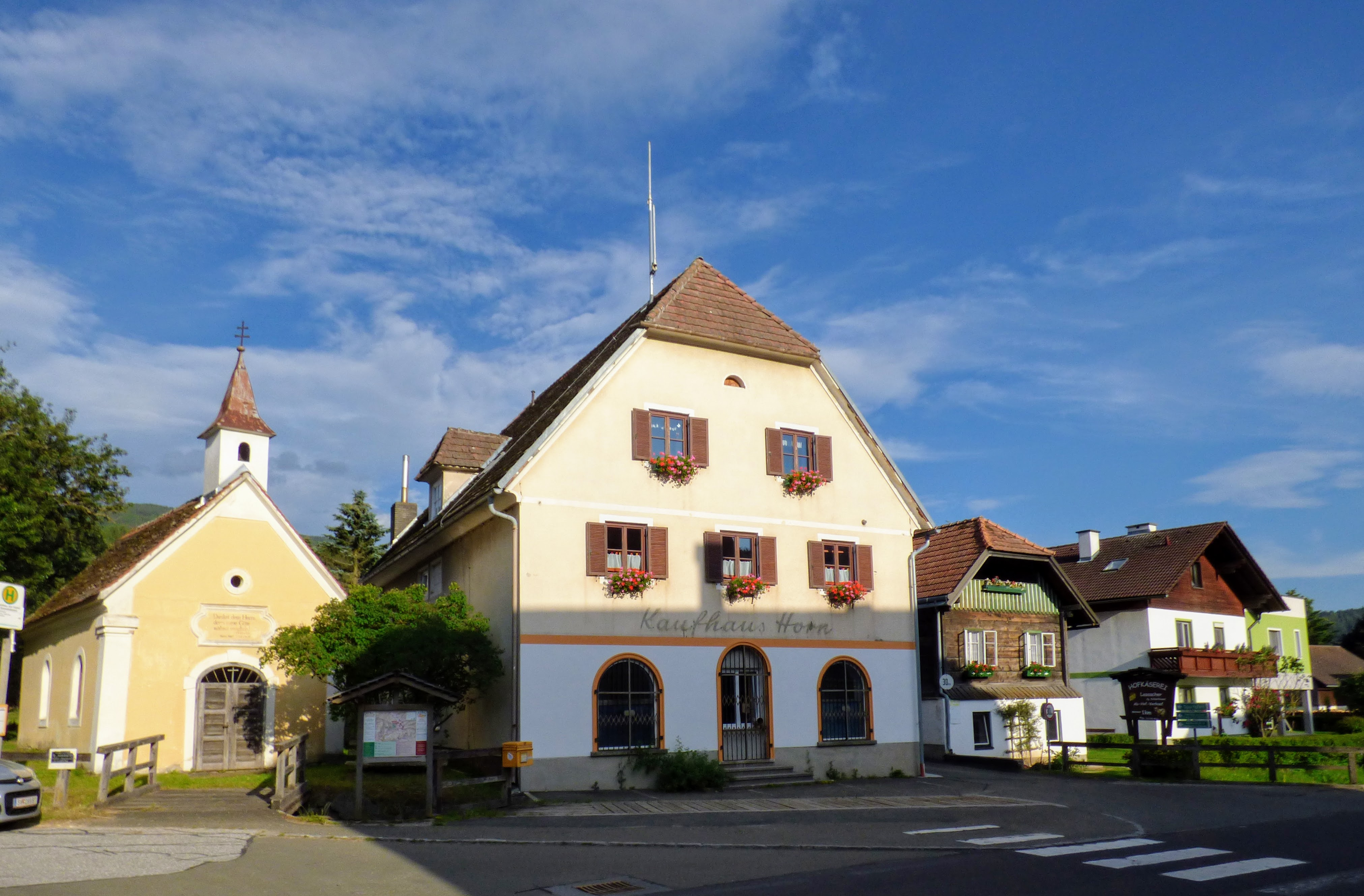
Ortszentrum von Perchau am Sattel

Im Rahmen der Gemeindestrukturreform in der Steiermark ist sie seit 2015 mit den Gemeinden Dürnstein in der Steiermark, Kulm am Zirbitz, Mariahof, Neumarkt in Steiermark, Sankt Marein bei Neumarkt und Zeutschach zusammengeschlossen,
die neue Gemeinde führt den neuen Namen Marktgemeinde Neumarkt in der Steiermark. Grundlage dafür ist das Steiermärkische Gemeindestrukturreformgesetz – StGsrG.

## Geografie

### Geografische Lage
Perchau am Sattel liegt etwa 22 km östlich von Murau am Perchauer Sattel.

### Gemeindegliederung
Die Gemeinde Perchau am Sattel bestand aus der einzigen gleichnamigen Ortschaft bzw. aus der einzigen Katastralgemeinde Perchau.

### Ehemalige Nachbargemeinden
Von Norden, im Uhrzeigersinn:
- Sankt Lorenzen bei Scheifling
- Sankt Marein bei Neumarkt
- Neumarkt in Steiermark
- Mariahof

## Geschichte
Das früheste Schriftzeugnis ist von 927 und lautet „Perhhah“. Der Name geht auf althochdeutsch përcha (Birke) zurück.
Die politische Gemeinde Perchau wurde 1849/50 errichtet.

## Kultur und Sehenswürdigkeiten
- Katholische Pfarrkirche Perchau hl. Gotthard

## Wirtschaft und Infrastruktur
Laut Arbeitsstättenzählung 2001 gab es 8 Arbeitsstätten mit 16 Beschäftigten in der Gemeinde sowie 99 Auspendler und 5 Einpendler. Es gab 38 land- und forstwirtschaftliche Betriebe (davon 22 im Haupterwerb), die zusammen 1.831 ha bewirtschafteten (Stand 1999).

## Politik

### Wahlergebnisse
Gemeinderatswahl 2010:
- ÖVP 147 Stimmen / 70,33 % / 7 Mandate
- SPÖ 62 Stimmen / 29,67 % / 2 Mandate

### Gemeinderat
Der letzte Gemeinderat bestand aus neun Mitgliedern und setzte sich seit der Gemeinderatswahl 2010 aus Mandataren der folgenden Parteien zusammen:
- 7 ÖVP
- 2 SPÖ

### Bürgermeister
Letzter Bürgermeister war Matthäus Össl (ÖVP).

### Wappen
Die Verleihung des Gemeindewappens erfolgte mit Wirkung vom 1. Juni 1999. Wegen der Gemeindezusammenlegung verlor dieses mit 1. Jänner 2015 seine offizielle Gültigkeit.

Blasonierung (Wappenbeschreibung):
„Ein Schild von Rot und Silber durch einen silbern-roten Pfahl gespalten, diesem aufgelegt ein blau-silberner Pfahl, aus dem bogenförmig befruchtete Birkenzweige wachsen, vorwärts in Blau und Silber, rückwärts in Silber und Blau.“